# Weekly Shonen Magazine
Weekly Shonen Magazine (яп. 週刊少年マガジン, Shukan Shonen Magazine), або просто Shonen Magazine — один з найвідоміших журналів Японії, що публікують манґу в жанрі сьонен. Випускається видавництвом Kodansha. Вперше вийшов друком 17 березня 1959 року. Під егідою журналу виходить щомісячник Shounen Magazine Special, і сезонне видання Shounen Magazine Wonder.
Незважаючи на деяку цензуру (до недавнього часу це був єдиний сьонен-журнал, який забороняв публікацію зображень жіночих сосків), його цільова аудиторія дорослішає, дедалі більше цікавлячись серйозними роботами, які розраховані на старший вік, і типовими читачами журналу поступово стають старшокласники та студенти університетів.
В Індонезії журнал виходить під назвою Shonen Magz.

## Конкуренти
Журнал Weekly Shonen Magazine різко збільшив продажі на початку 1970-х років, і став манґа-журналом № 1 в Японії. Але в 1974 році, конкуруючий журнал Weekly Shonen Jump відняв цей титул і довгий час займав завойовані позиції. В середині 1990-х, Shonen Jump втратив права на видання манґи Dragon Ball і для нього почалася «чорна смуга».
В результаті Shonen Magazine знов став першим сьонен-журналом Японії в жовтні 1997 року, відновивши свої позиції як лідер продажів.
В даний час, Shonen Magazine знову на другій позиції — в 2002 році Shonen Jump повернув собі лідерство, проте різниця в продажах між ними сильно скоротилася.

## Деякі манґи, що випускалися в журналі
Жирним шрифтом виділені найбільш значущі роботи.

### 1960-ті
- Shiden-kai no Taka (1963—1965, Тіба Тецуя)
- Eightman (1963—1966)
- W3 (1965, тільки 6 глав)
- Cyborg 009 (1966, тільки 2 глава)
- Tensai Bakabon (1967—?, Акацука Фудзіо)
- Ge Ge Ge no Kitarō (1966—1971)
- Ashita no Joe (1968—1973)
- Kyojin no Hoshi (1966—1971, Кадзівара Іккі, Кавасакі Нобору)

### 1970-ті
- Kamen Rider (1971)
- Tiger Mask (1971, Кадзівара Іккі, Цудзі Наокі)
- Karate Baka Ichidai (1971—1977, Кадзівара Іккі, Цунода Дзіро, Каґемару Дзьоя)
- Devilman (1972—1973)
- Violence Jack (1973—1974, Наґай Ґо)
- Tsurikiti Sanpei (1973—1983, Яґуті Такао)
- Mitsume ga Tōru (1974—1978, Тедзука Осаму)
- Shōnen Jidai (1978—1979, Фудзіо Фудзіко)

### 1980-ті
- Kōtarō Makaritōru (1982—2001, назва була змінена на Shin —  в 1995 році)
- Bari Bari Densetsu (1983—1991)
- Mr. Ajikko (1986—1989, Терасава Дайсуке)
- Meimon! Daisan-yakyūbu (1987—1993)
- Hajime no Ippo (1989—?)

### 1990-ті
- Boys Be (1991—2001)
- The Kindaichi Case Files (1992—2000)
- Detective Academy Q (2001—2005)
- Chūka Ichiban (1997—1999, Оґава Ецусі, видання було передано в Magazine Special, але через деякий час повернулося в Shonen Magazine)
- Great Teacher Onizuka (1997—2000)
- Love Hina (1998—2001)
- GetBackers (1999—?)
- Samurai Deeper Kyo (1999—?)
- Rave Master (1999—2005)

### 2000-ні
- Cromartie High School (2000—?)
- School Rumble (2002—?)
- Mahō Sensei Negima (2003—?)
- Tsubasa: Reservoir Chronicle (2003—2009)

### 2010-ті
- Prison School (2011)
- Tobaku Haouden Zero: Gyanki-hen (2011—2013)
- Again!! (2011—2014)
- Sherlock Bones (2011—2012)
- Ai ni Iku yo (2012—2014)
- Yamada-kun to 7-nin no Majo (2012—2017)
- The Seven Deadly Sins (2012)
- Koe no Katachi (2013—2014)
- Fuuka (2014)
- Domestic Girlfriend (2014—2020)
- Fire Force (2015)
- Daigo Tokusou (2015)
- Masukomi (2015)
- To Your Eternity (2016)